# Suzuki Wagon R

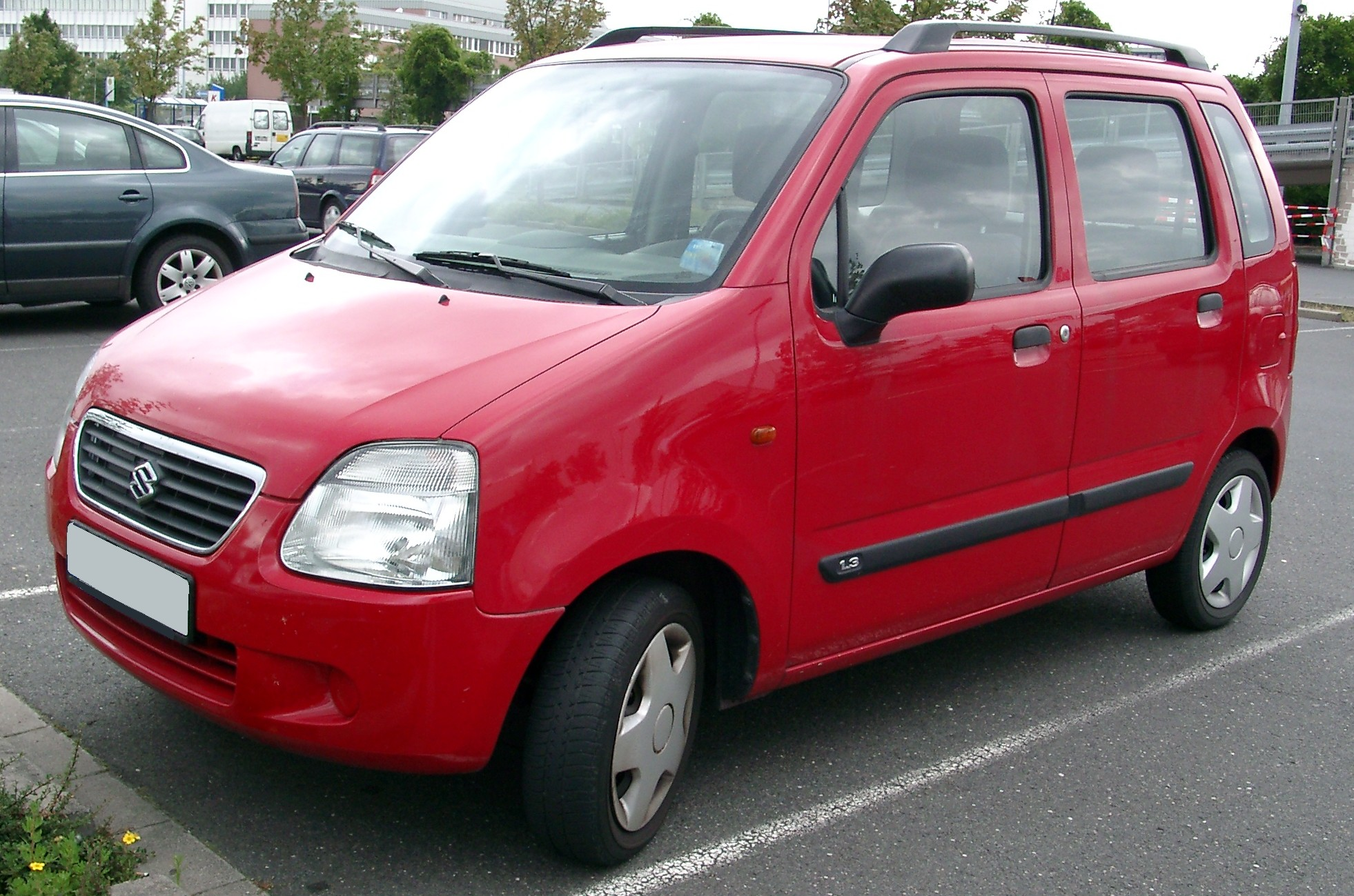
Suzuki WagonR+.

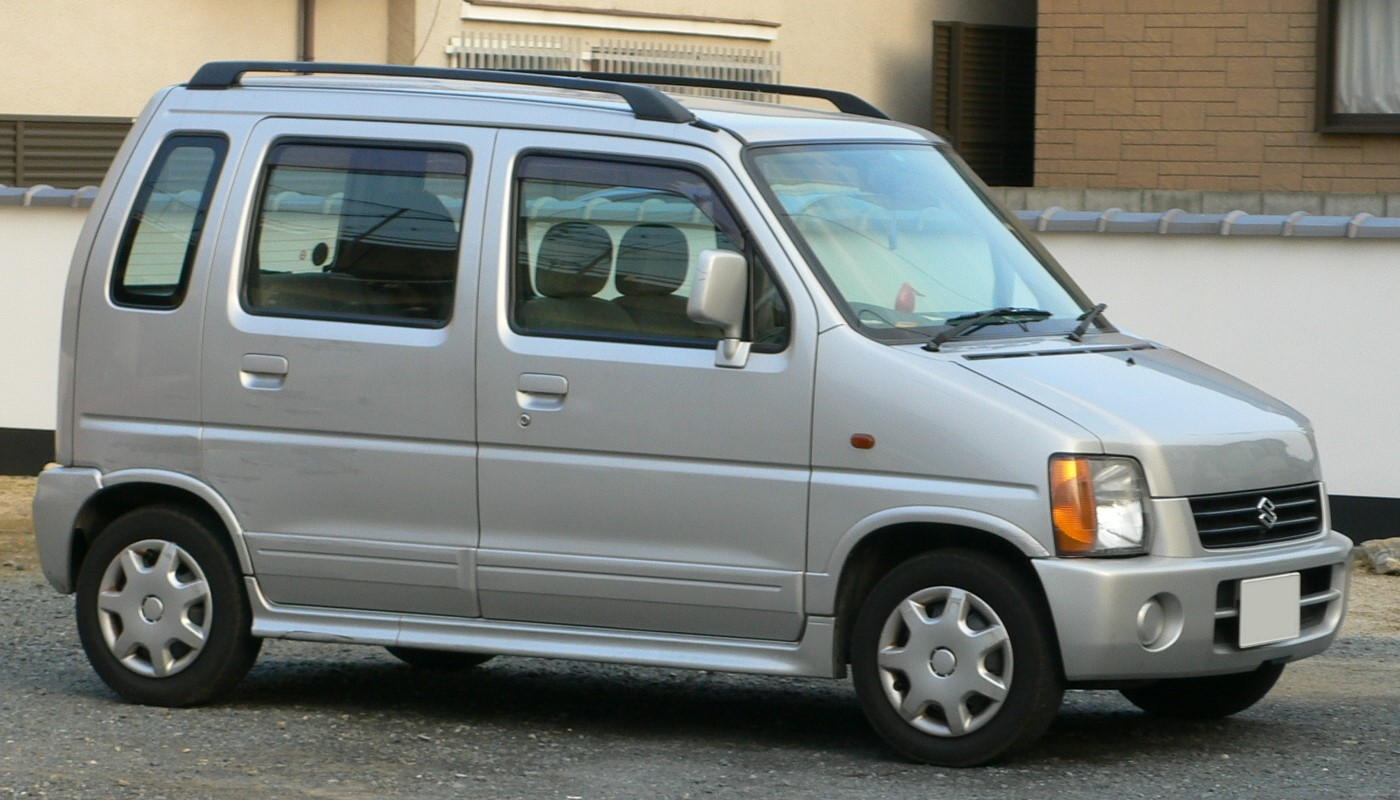
Suzuki WagonR från 1998.

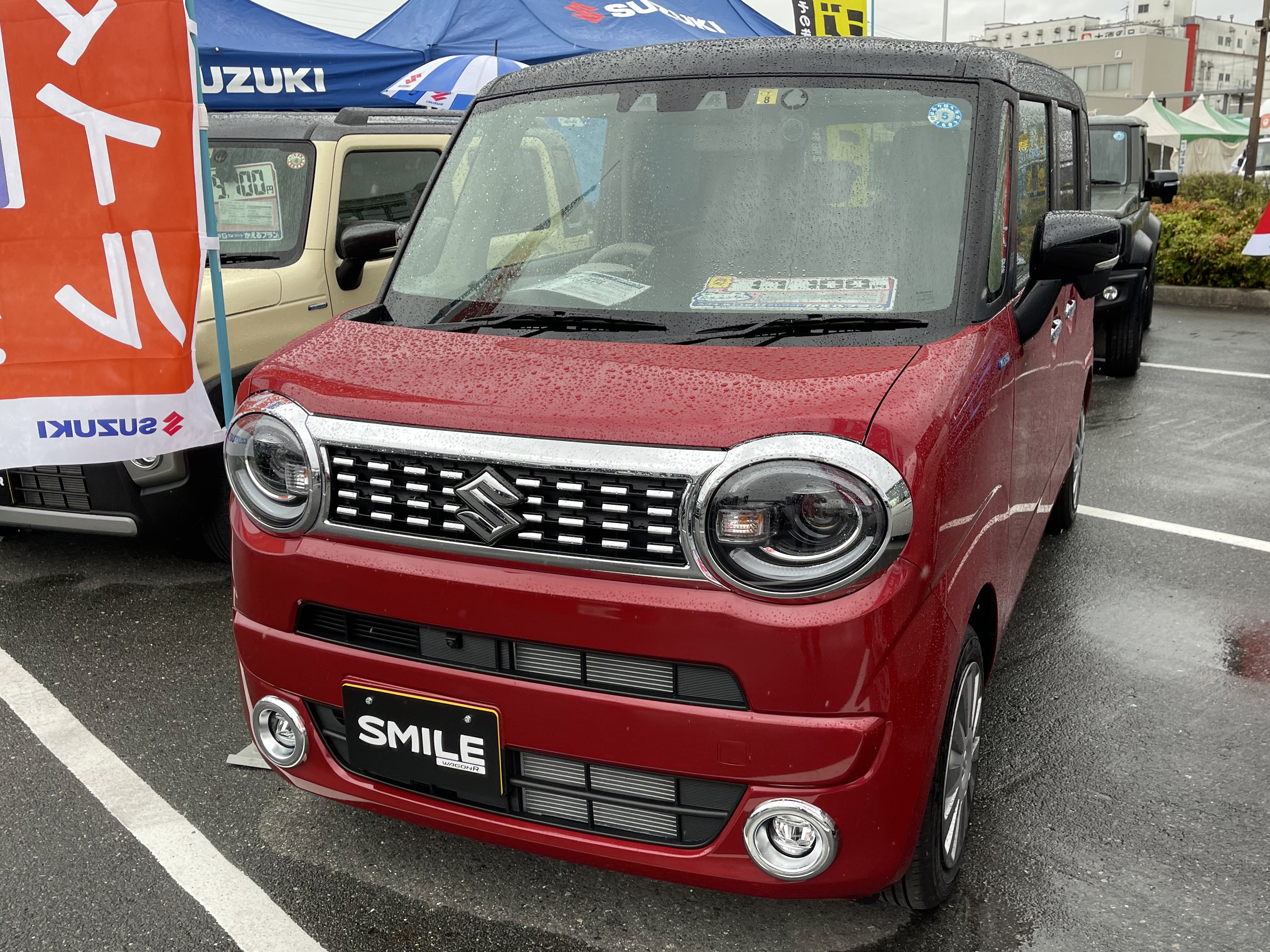
WAGON R SMILE HYBRID X

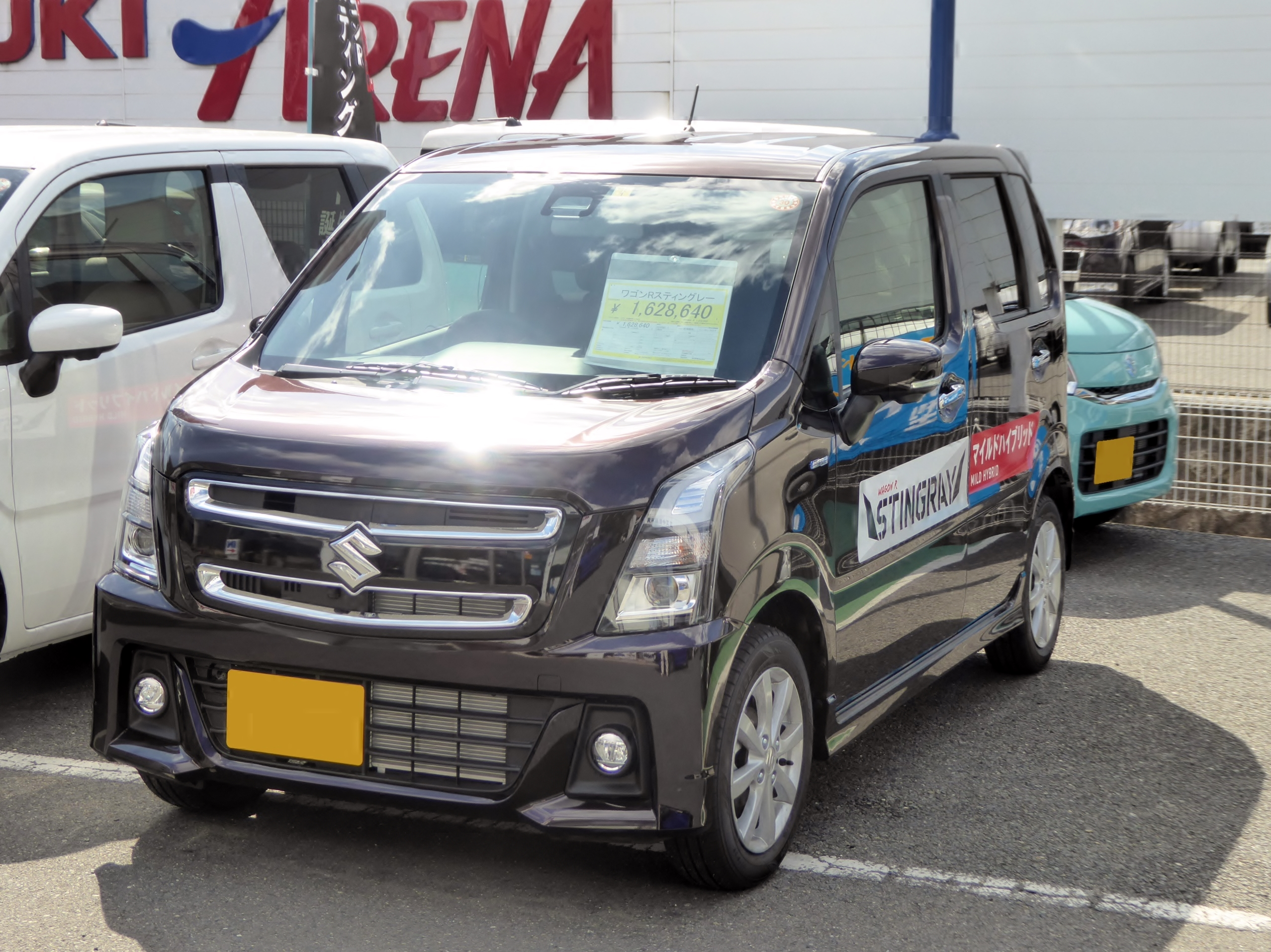
WAGON R STINGRAY HYBRID

Suzuki Wagon R är en högbyggd småbil som debuterade 1993 i Japan. Modellens främsta karaktärsdrag var den lådlika formen och den höga, men ansenligt korta karossen som gjorde att den klassades som en så kallad K-car. Denna kategori småbilar gynnas skattemässigt i Japan på grund av att de tar liten plats och släpper ut små mängder föroreningar.
1997 tillades en modifierad version, kallad Wagon R Wide som var något större än den tidigare modellen och som hade en större motor vilket gjorde att den inte längre uppfyllde kriterierna för en K-car. I samband med detta började också modellen säljas i Europa.
1998 kom en helt ny version, som fick tilläggsnamnet "+". Denna hade utvecklats i samarbete med Opel och debuterade i Europa 2000, samtidigt som Opel presenterade sitt derivat Agila. Då började också Wagon R att säljas i Sverige för första gången. Modellen tillverkas i Ungern och Indien.
2003 presenterades i Japan den tredje generationen av Suzuki Wagon R, men denna säljs inte i Europa, där istället den äldre varianten fortfarande marknadsförs. Importen till Sverige slutade 2003 på grund av en bristande efterfrågan i samband med introduktionen av den storleksmässigt jämförbara Altomodellen.